# Cornelis Willem Bruinvis

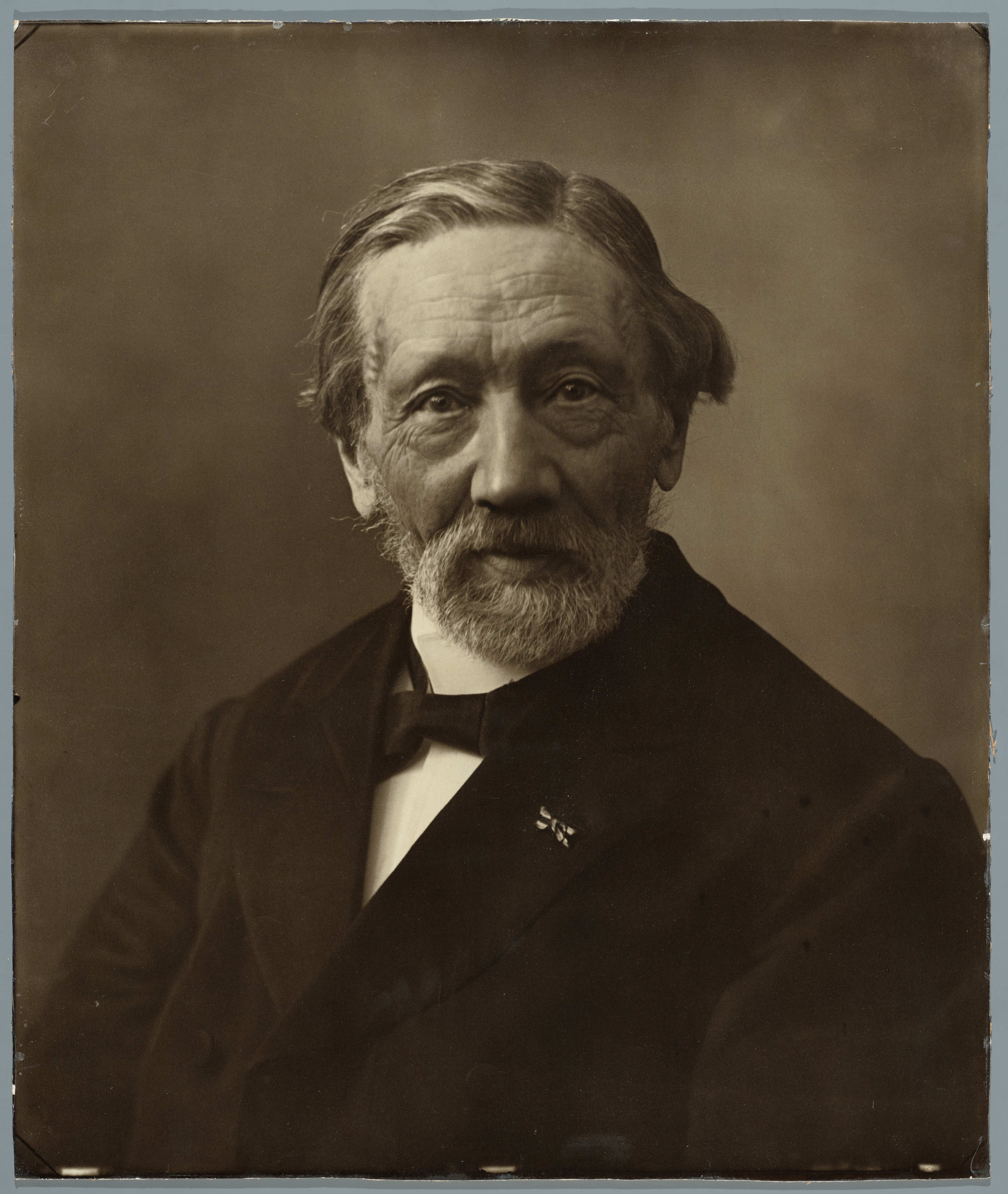
Cornelis Willem Bruinvis um 1900

Cornelis Willem Bruinvis (geboren am 26. Juni 1829 in Alkmaar; gestorben am 4. April 1922 ebenda) war ein niederländischer Apotheker, Lokalhistoriker, Archivar und Kunsthistoriker.

## Leben

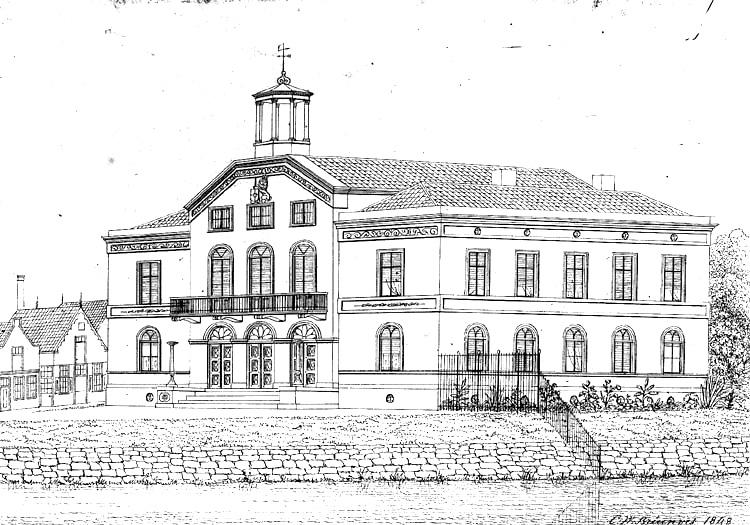
Das Rathaus in Zaandam, Zeichnung von 1848

Cornelis Willem Bruinvis war der älteste Sohn des Apothekers Cornelis Pieter Bruinvis (5. Juli 1799 – 16. Mai 1873) und dessen Frau Alida (geborene de Lange) und hatte sieben Geschwister. Seine Großväter waren der Tabakhändler Cornelis Voorhout Bruinvis (1773–1849) und der Notar Michiel Johan de Lange. Sein Vater war mit dem Schriftsteller Nicolaas Anslijn (1777–1838) befreundet und hatte eine recht umfangreiche Bibliothek. Er trug zunächst Mineralien, Muscheln und Vogelfedern zusammen und verlegte sich später auf den Erwerb von Atlanten. Die 1836 begonnene Sammlung über Alkmaar und Umgebung vermachte der Vater seinem ältesten Sohn.
Bruinvis fertigte bereits im Alter von 12 Jahren Zeichnungen für die Graphische Sammlung seines Vaters an. Dabei hielt er in seinen Ansichten Gebäude und Teile der Stadt fest, die später teilweise abgerissen oder stark verändert wurden. Das Studium der Geschichte Alkmaars legte den Grundstein für seine berufliche Tätigkeit. Er erhielt rund fünf Jahre lang Zeichenunterricht durch den Maler Pieter Plas. Zunächst wurde er im Alter von 14 Jahren von seinem Großvater in das Notariat eingewiesen. Sein Interesse galt jedoch der Architektur, so dass er als 17-Jähriger Bauzeichner wurde. Als sein Vater verletzt wurde, half er in der Apotheke aus, studierte Chemie und machte im Anschluss eine Ausbildung zum Apotheker. Von 1859 bis 1870 betrieb er eine Apotheke. 1853 hatte er sich vergeblich bemüht, Eigentümer der Lokalzeitung Alkmaarsche Courant zu werden, und obwohl er scheiterte, stellte ihn der neue Besitzer von 1854 bis 1882 als Redakteur ein. Er besuchte regelmäßig den erblindeten Numismatiker Gerrit van Orden (1774–1854), um dessen Münzsammlung zu ordnen oder ihm seine Korrespondenz vorzulesen und zu beantworten. Als van Orden 1854 starb, stellte Bruinvis den Auktionskatalog Catalogus van het Penningkabinet seiner umfangreichen Sammlung zusammen, der 1851 veröffentlicht wurde.
Er war 1875 Gründer des Stedelijk Museums in Alkmaar und verfasste zahlreiche Artikel zu lokalen historischen Themen.
Bruinvis war, wie sein Vater, Mitglied der mennonitischen Gemeinde in Alkmaar. 1856 war er der Architekt der Mennonitischen Kirche von Broek op Langendijk. Im Jahr 1859 heiratete er Fräulein Schreuder († 1916). Die Ehe blieb kinderlos. Er engagierte sich in den Jahren 1874 bis 1898 auch politisch, war Mitglied des Gemeinderates und wurde 1887 zum Stadtrat ernannt. Im Alter von 70 Jahren war er zum Stadtarchivar ernannt worden, eine Stellung, die er bis ins hohe Alter ausübte und erst 1920 verließ.

## Veröffentlichungen (Auswahl)
- Beschrijving der schilderijen enz., in het Burger-Weeshuis te Alkmaar: met toegevoegde geschiedkundige bijzonderheden. Coster en Zoon, Alkmaar 1870.
- Te Alkmaar in den Geuzentijd, 1566–1572. Alkmaar 1894.
- Catalogus der bibliotheek van het Stedelijk Museum te Alkmaar. Alkmaar 1904.
- Catalogus der schilderijen en oudheden, aawezig in het Stedelijk Museum te Alkmaar, geopend 15 October 1875. Alkmaar 1911.